# 周易 (嘉靖癸未進士)
周易（1486年—？年），字時伯，號赤山，南直隶太平府蕪湖縣人，軍籍。

## 生平
治《易經》，行一，由國子生中式正德八年癸酉科（1513年）應天府鄉試第一百六名舉人，年三十八歲中式嘉靖二年（1523年）癸未科會試第二百七十四名，第二甲第一百二名進士。授兵部主事，六年九月选授河南道监察御史，提调直隶学政，嘉靖七年（1528年）监督順天府乡试，以主考官韩邦奇、方鹏所出試题有错误，在九月上疏弹劾，皇帝下旨：周易欲举他人之差谬，而己亦差谬，降一级改南京用，贬为南京府军右卫经历。官终布政司参议。著有《赤山集》。

## 家族
曾祖周廉。祖父周文佐。父周紀。母劉氏。具庆下。弟書、禮。